# Carl Sanders
Pour les articles homonymes, voir Sanders.
Carl Sanders, né le 2 avril 1904 à Matuba, Cabinda (à l'époque une colonie portugaise) et mort le 15 juillet 1938 au Helder (Pays-Bas), est un officier de la marine néerlandaise.

## Biographie
Carl Sanders a contribué à la conception de l'hydravion Dornier Do-24K.
Différentes sources le citent comme le concepteur du Dornier 24 :
- sur Internet, un site sur les hydravions Dornier 24 (www.dornier24.com) le cite comme l'initiateur du Dornier 24 et lui consacre deux pages ;
- le livre Verkennen en bewaken de Nico Geldhof ;
- la presse hollandaise où il est cité à plusieurs reprises comme le concepteur de l'hydravion Dornier 24 pour la marine néerlandaise en 1934 ;
- Dornier-vliegboot terug, quotidien Trouw, jeudi 28 novembre 1991, lors du rapatriement à cette date à Rotterdam du modèle avant-guerre du Dornier-24, pour une exposition dans le musée de l'avion militaire (Militaire luchtvaartmuseum, Soest) ;
- Vliegboot komt als geschenk uit hemel.

Carl Sanders est décédé à l'âge de 34 ans des suites d'une tuberculose. Son décès est intervenu avant qu'il n'ait pu voir son hydravion en opération.